# Serguéi Alekséyenko
Serguéi Vladímirovich Alekséyenko (en ruso Сергей Владимирович Алексеенко; n. el 30 de mayo de 1950 en Slávgorod, krai de Altái) es un científico ruso conocido por su trabajo en los campos de la termofísica y la energía.

## Fondo
Alekséyenko se especializó en física térmica durante sus estudios en la Universidad Estatal de Novosibirsk, donde se graduó en 1972. De 1972 a 1981 trabajó en el Instituto Kutateladze de Termofísica de la Rama Siberiana de la Academia de Ciencias de Rusia (SB RAS). En 1981 dejó el Instituto de Termofísica para trabajar como profesor asociado en la Universidad Estatal de Krasnoyarsk. Ocupó el cargo durante siete años, antes de regresar al Instituto de Termofísica para dirigir el Departamento y Laboratorio de Aerodinámica de Equipos de Ingeniería Energética. En 1997, Alekséyenko se convirtió en director del Instituto de Termofísica de Kutateladze. Es reconocido por su trabajo sobre fenómenos de transporte en flujos bifásicos, ingeniería energética y ahorro de energía.  
En 2016, Serguéi Alekséyenko se convirtió en miembro de pleno derecho de la Academia de Ciencias de Rusia. También es miembro de la Sociedad Estadounidense de Física, la Sociedad de la Industria Química, el Consejo Científico del Centro Internacional de Transferencia de Calor y Masa y EUROMECH.
En 2018 recibió el Premio Global de Energía por su investigación y desarrollo en el campo de la ingeniería térmica y los sistemas de transferencia de calor. 